# 謝忠道
謝忠道（Kenny Tse Chung-To）是香港電影攝影指導。

## 簡歷
初次擔任攝影指導作品為《至尊無賴》
2008年正式成為香港專業電影攝影師學會（HKSC）會員。
合作導演有林超賢、葉偉信、鄭保瑞、錢嘉樂、黃真真等等。
獲提名最佳攝影作品如下：
《証人》（2010）
第10屆中國長春電影節
《綫人》（2011）
第5屆亞洲電影大獎
《逆戰》（2013）
第32屆香港電影金像獎
《寒戰》（2013）
第32屆香港電影金像獎
《魔警》（2014）
第6屆澳門國際電影節
《激戰》（2014）
第33屆香港電影金像獎、第12屆中國長春電影節
《葉問3》（2016）
第35屆香港電影金像獎、第7屆澳門國際電影節
《殺破狼·貪狼》（2018）
第37屆香港電影金像獎
《犯罪現場 (電影)》（2020）
第39屆香港電影金像獎
《長津湖 (電影)》（2021）
第13屆澳門國際電影節
《長津湖之水門橋（電影)》（2022）
第14屆澳門國際電影節

## 攝影指導作品
- 至尊無賴 (2006)
- 單身部落 (2007)
- 証人 (2008)
- 火龍 (2010)
- 分手說愛你 (2010)
- 綫人 (2010)
- 抱抱俏佳人 (2010)
- 赢家 (2011)
- 潮性辦公室 (2011)
- 2012我愛HK喜上加囍  (2012，第二組攝影，攝影指導：高照林)
- 車手 (2012，共同攝影指導：馮遠文)
- 逆戰 (2012)
- 寒戰 (2012，共同攝影指導：關智耀)
- Together在一起 (2013)
- 激戰 (2013)
- 魔警 (2014)
- Delete 愛人
- 冰封俠 (共同攝影指導：馮遠文)
- 分手100次  (2014)
- 殺破狼II  (2015)
- 葉問3  (2015)
- S風暴  (2016)
- 使徒行者  (2016)
- 幸運是我  (2016)
- 狂獸  (2017)
- 殺破狼．貪狼  (2017)
- 黃金兄弟  (2018)
- 犯罪現場  (2019)
- 你咪理，我愛你！  (2019)
- 長津湖 (電影)  (2021)
- 一級指控  (2021)
- 檢察風雲  (2021)
- 痞子爱人  (2021)
- 長津湖之水門橋(電影)  (2022)
- 內幕（電影）  (2023)

## 外部連結
```
*
第三十三屆香港電影金像獎提名名單
（
页面存档备份
，存于
）
```

- 第三十二屆香港電影金像獎提名名單（页面存档备份，存于）
- 第五屆亞洲電影大獎入圍名單（页面存档备份，存于）
- 香港影庫：謝忠道（页面存档备份，存于）
- 謝忠道在互联网电影资料库（IMDb）上的資料（英文）